# The Spy Who Loved Me (livro)
The Spy Who Loved Me é um romance de espionagem escrito pelo autor britânico Ian Fleming e o décimo livro da série James Bond. Este é o único livro em toda a série contado de uma perspectiva em primeira pessoa, com sua narradora sendo uma jovem canadense chamada Viv Michel. Bond só aparece no último terço da história para salvar Viv de dois criminosos.
Nesta altura em sua carreira Fleming estava tendo dificuldades para criar romances de Bond e estava contemplando matar o personagem. Ele escreveu The Spy Who Loved Me nos primeiros meses de 1961 em sua propriedade Goldeneye na Jamaica, com este tendo sido o manuscrito mais curto de todos os seus livros. Sua intenção era criar uma história que advertisse que Bond não era um herói, mas sim alguém cruel. Fleming se inspirou em suas experiências e pessoas que conhecia para desenvolver a história do livro. A obra aborda o tema recorrente de São Jorge contra o dragão, bem como poder e ambiguidade moral.
The Spy Who Loved Me foi publicado no Reino Unido em abril de 1962 pela editora Jonathan Cape. As avaliações foram em sua maior parte negativas, com muitos críticos expressando desejo de retorno para a estrutura dos romances anteriores. Fleming acabou bloqueando a publicação de uma edição britânica em brochura e vendendo apenas os direitos do título do livro para o cinema. Uma versão em quadrinhos muito adaptada foi publicada no jornal The Daily Express entre 1967 e 1968. O filme The Spy Who Loved Me de 1977, o décimo da série cinematográfica de James Bond, usa apenas o seu título e um vilão como inspiração.

## Enredo
Vivienne "Viv" Michel, uma jovem canadense, teve seu primeiro relacionamento amoroso com Derek Mallaby. Os dois transaram em um campo depois de serem expulsos de uma cinema em Windsor por exposição indecente. Viv foi depois rejeitada quando Mallaby lhe enviou uma carta da Universidade de Oxford, onde estudava, dizendo que seus pais o tinham forçado a ficar noivo de outra pessoa. Viv então se relacionou com o alemão Kurt Rainer, de quem engravidou. Ela contou isto para Rainer e ele pagou para que ela fosse ter um aborto na Suíça, também dizendo que o caso tinha acabado. Viv fez o aborto e voltou para o Canadá, em seguida começou uma viagem pela América do Norte. Ela parou nas Montanhas Adirondack nos Estados Unidos para trabalhar no motel Dreamy Pines, administrado pelos gerentes Jed e Mildred Phancey.
Viv é deixada cuidando do motel durante uma noite antes que o dono, Sr. Sanguinetti, chegue para avaliar o estabelecimento e fechá-lo para o inverno. Dois gângsters à serviço de Sanguinetti, "Sluggsy" Morant e Sol "Horror" Horowitz, este último tendo dentes de aço, chegam e dizem que vão cuidar do motel por questões de seguro. Eles foram contratados por Sanguinetti para incendiar o motel para a aplicação de um golpe no seguro. A culpa do incêndio ficaria com Viv, que morreria no incidente. Os dois começam assedia-la, fazendo comentários grosseiros e agressivamente pedindo que ela dance. Ela se recusa e eles a atacam com a intenção de estuprá-la, porém são interrompidos pela campainha.
O agente secreto britânico James Bond aparece no motel pedindo um quarto pois o pneu de seu carro furou. Bond logo percebe que Sluggsy e Horror são criminosos e que Viv está em perigo. Ele pressiona para que os dois lhe deem um quarto. Bond conta a Viv que está nos Estados Unidos depois de se envolver na Operação Relâmpago e que fora enviado para proteger um perito nuclear soviético que deserdou. Sluggsy e Horror incendeiam o motel naquela noite e tentam matar Bond e Viv. Um tiroteio ocorre e o carro dos dois criminosos cai em um lago enquanto tentam escapar. Bond e Viv vão dormir juntos, mas Sluggsy sobreviveu e tenta matá-los de novo antes de ser alvejado por Bond.
Viv acorda na manhã seguinte e descobre que Bond foi embora, mas deixou um bilhete prometendo chamar a polícia e aconselhando que ela não remoesse muito os eventos terríveis que tinha acabado de passar. Um grande destacamento policial aparece pouco depois e Viv presta seu depoimento, com o oficial encarregado reiterando o conselho de Bond, mas ele também avisa que todos os homens envolvidos em crimes violentos e espionagem, independente do lado em que estão e incluindo Bond, são perigosos e devem ser evitados. Viv reflete sobre isso enquanto vai embora para continuar sua viagem pela América do Norte; apesar do aviso do policial, ela pensa em Bond.

## Antecedentes e escrita

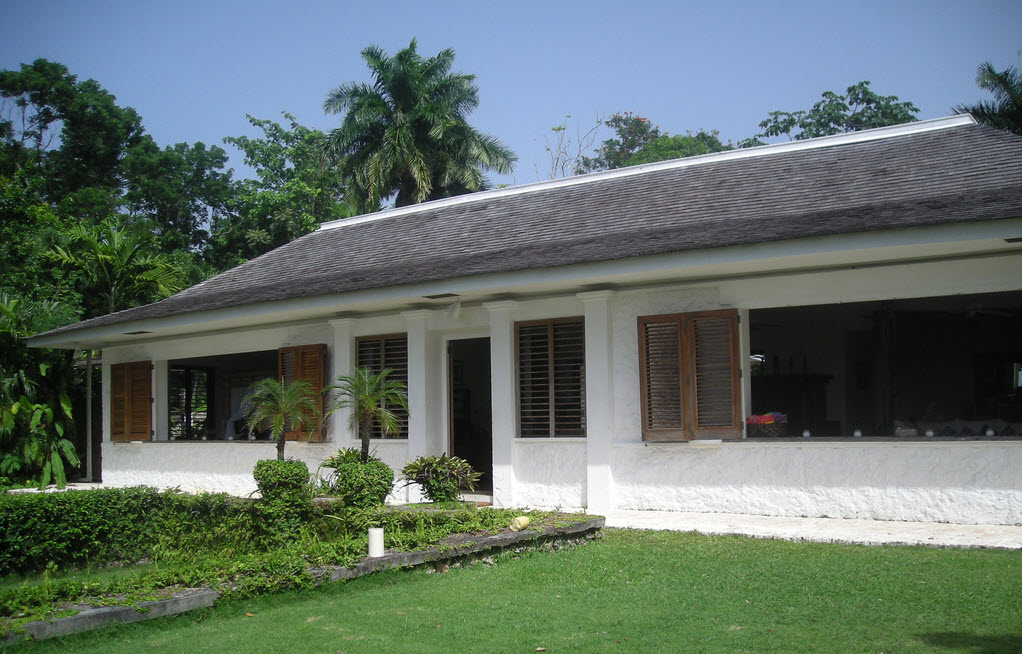
Goldeneye, onde Fleming escreveu todos os romances de James Bond

O autor britânico Ian Fleming já tinha em janeiro de 1961 publicado oito livros protagonizados por sua criação James Bond anualmente desde 1953, sete romances e uma coleção de contos. Um nono livro, Thunderball estava sendo editado e preparado para publicação, que aconteceu no final de março. Ele viajou para sua propriedade Goldeneye na Jamaica em janeiro para escrever uma nova obra, que se tornaria The Spy Who Loved Me. Ele seguiu sua prática de escrita usual, que ele posteriormente detalhou em um artigo para a revista Books and Bookmen: "Eu escrevo por cerca de três horas pela manhã ... e faço outra hora de trabalho entre seis e sete da noite. Nunca corrijo nada ou volto atrás para ver o que escrevi ... Pela minha fórmula, você escreve duas 2 000 palavras por dia". Fleming achou que foi mais fácil escrever The Spy Who Loved Me do que qualquer um de seus livros anteriores.
O autor voltou para Londres em março com um manuscrito datilografado de 113 páginas, o mais curto de todos os seus romances de Bond. Poucas alterações foram feitas na história até sua publicação. Fleming escreveu para Michael Howard, o editor da Jonathan Cape, após a publicação de The Spy Who Loved Me para explicar porque tinha mudado sua abordagem:
| “ | Fiquei cada vez mais surpreso ao descobrir que meus suspenses, que foram pensados para um público adulto, estavam sendo lidos em escolas e que jovens estavam transformando James Bond em um herói ... Então passou pela minha cabeça escrever um conto de advertência sobre Bond, para esclarecer as coisas, especialmente nas mentes dos leitores mais jovens. Era impossível fazer isso em meu estilo narrativo tradicional e assim eu inventei a ficção de uma heroína através da qual eu poderia examinar Bond a partir do outro lado da perspectiva, por assim dizer. Fiz isto contando a história em suas próprias palavras de seu crescimento e vida amorosa, que consistiram em dois incidentes, ambos os quais eram de natureza fortemente cautelar. | ” |

Fleming nesta altura estava achando cada vez mais difícil escrever os romances de Bond e até mesmo pensou em terminar a série matando Bond em The Spy Who Loved Me, porém mudou de ideia enquanto escrevia. Este romance foi descrito pelo biógrafo Andrew Lycett como a "história mais vulgar e violenta" de Fleming. Segundo Lycett, isto pode ter sido um reflexo do estado de espírito do autor na época, especialmente suas dificuldades matrimoniais: ele estava tendo um caso com Blanche Blackwell, sua vizinha na Jamaica, enquanto sua esposa Ann estava em um relacionamento com Hugh Gaitskell, o líder do Partido Trabalhista. Fleming também estava tendo um relacionamento profissional conturbado com o roteirista e diretor Kevin McClory, com quem tinha trabalhando em um roteiro de cinema que ele transformou no romance Thunderball.
Fleming deu poucas informações sobre datas dentro de suas obras, mas dois escritores identificaram linhas do tempo diferentes a partir de eventos e situações relatados dentro da série James Bond como um todo: John Griswold e Henry Chancellor, ambos os quais escreveram livros analisando as obras à pedido da Ian Fleming Publications. Chancellor colocou os eventos de The Spy Who Loved Me em 1960, já Griswold foi mais preciso considerou que a história se passa em outubro de 1961.

## Desenvolvimento

### Inspirações
Fleming usou suas experiências e conhecimentos pessoais para criar elementos de The Spy Who Loved Me. O Dreamy Pines Motel nas Adirondacks foi baseado em um motel que ele costumava passar em frente toda vez que ia visitar a fazenda de um amigo em Vermont. Viv é seduzida por Derek Mallaby, um estudante de escola pública, no Royalty Kinema em Windsor, do mesmo modo que o autor seduziu uma mulher e perdeu a virgindade no mesmo estabelecimento quando era estudante do Colégio Eton. O tempo que Viv e Mallaby passam perto da área de Cookham é similar às atividades e experiências de Fleming enquanto estudava no Real Colégio Militar de Sandhurst.
O autor, como havia feito em seus romances anteriores, pegou o nome de amigos e conhecidos para usar no livro: Robert Harling, um colega de trabalho no jornal The Sunday Times, teve seu nome usado na história para um tipógrafo, enquanto o personagem menor Frank Donaldson foi nomeado por conta de Jack Donaldson, um amigo de Ann Fleming. Vivienne Stuart, uma das vizinhas de Fleming na Jamaica, teve seu primeiro nome usado para a protagonista Vivenne Michel.

### Personagens
O autor Raymond Benson, que depois escreveu vários romances de Bond, considerou que Viv como a melhor caracterização feminina realizada por Fleming, parcialmente porque a história foi contada em uma narrativa em primeira pessoa com o primeiro terço do romance sendo dedicado para sua biografia. Benson comentou que apesar de Viv ter sido uma vítima no passado, ela também é obstinada e durona. A personagem não é uma mulher estilosa e elegante da década de 1950, mas sim uma que gosta de acampar, pescar e fazer outras atividades ao ar livre; o escritor Henry Chancellor afirmou que nesses aspectos ela era, assim como Bond, um ideal da imaginação de Fleming.
A acadêmica Christine Bold achou que Viv demonstrava uma visão de mundo ingênua e que a personagem reforçava a opinião misógina de Fleming sobre mulheres assim como tinham sido retratadas nos romances anteriores. Bold considerou que Viv "subscreve o domínio sexual de Bond sobre as mulheres" ao transar com ele depois dele salvá-la. Neste ponto do romance Fleming (como Viv) escreve que "Todas as mulheres gostam de semi-estupro. Elas amam serem tomadas". O autor foi muito criticado por essa afirmação. Para o jornalista Ben Macintyre, "Fleming não estava seriamente defendendo estupro, ou mesmo semi-estupro, mas tentando chocar ao reforçar a ideia da essencial crueldade de Bond. Se foi isto, ele chocou muito mais do que tinha a intenção, e ainda choca". O autor Nick Stone achou que apesar de seu resgate de um quase estupro e morte:
| “ | ... ao final há pouca resolução para Vivienne e quase nenhuma catarse. O leitor é deixado com a sensação de que ela apenas irá adicionar as cicatrizes de sua 'noite de terror gritante' nas mãos de vilões sobre aquelas infligidas em seu passado. | ” |

Fleming deu pouca atenção para os outros personagens. O historiador Jeremy Black descreveu Kurt Rainer, o segundo amante de Viv, como a caricatura de um alemão – um racista cruel com pouca capacidade para amor ou afeto – que força um aborto antes do término. Segundo Black, Sluggsy e Horror são "vilões de histórias em quadrinho com nomes de histórias em quadrinho". Eles não receberam a mesma posição de outros vilões, sendo na verdade matadores profissionais de segunda que, segundo o autor Matthew Parker, deixa-os mais críveis na história. Chancellor achou que a ausência de um supervilão fez de The Spy Who Loved Me uma das histórias mais fracas de Fleming.

## Estilo
The Spy Who Loved Me é único entre os romances de Bond por não ser uma história de espionagem, com Black comentando que sem esse aspecto "a panóplia completa de um romance de Bond, animado por sua presença, está ausente". Black considerou que seu equivalente mais próximo é "Quantum of Solace", um conto sobre relacionamentos matrimoniais que Fleming escreveu no estilo de W. Somerset Maugham. A ausência do elemento de espionagem e o foco na vida pregressa de Viv fazem com que este romance seja o mais próximo que Fleming chegou de "realismo da classe operária" no cânone de Bond, também sendo o mais sexualmente explícito.
Benson analisou o estilo de escrita de Fleming e identificou o que descreveu como a "Varredura Fleming": o uso de "ganchos" ao final dos capítulos para aumentar a tensão e empurrar o leitor para o próximo. Ele considerou que a varredura estava presente em The Spy Who Loved Me, apesar da história ser ostensivamente escrita por Viv.
O analista literário LeRoy L. Panek destacou que The Spy Who Loved Me era uma história de amor; nisto, o romance "simplesmente codifica várias tendências presentes em todas ... as obras [de Fleming]". Panek argumentou que também há fortes elementos de romance em Casino Royale, Diamonds Are Forever, Dr. No, Goldfinger e Thuderball. A ameaça de estupro de Viv diante dos dois criminosos, quando analisada de um ponto de vista romântico, é um contraponto com o sexo consensual com Bond.

## Temas
Bold considerou que Bond era um deus ex machina quando aparece na história. O conceito de Bond como São Jorge contra o dragão, recorrente na série, aparece em The Spy Who Loved Me na forma de Bond resgatando a donzela do perigo; Viv chega a comparar a aparência de Bond com lendas medievais.
A questão do bem e mal também é abordada pelo romance, com o capitão policial avisando Viv que não existem diferenças práticas entre bem e mal no mundo obscuro que tanto Bond quanto os criminosos operam. Benson destacou que Viv achou que Bond era outro criminoso quando o viu pela primeira vez. Black concordou, também enxergando os temas de abuso de poder por aqueles com motivos sombrios e os vulneráveis sendo desafiados e aprisionados por forças manipulativas e poderosas. Bond, antes do policial interrogar Viv, também discute com ela a questão do bem e mal e afirma que há pouco valor em seu trabalho e em seu estilo de vida.

## Recepção

### Publicação
The Spy Who Loved Me foi publicado no Reino Unido em 16 de abril de 1962 pela editora Jonathan Cape como uma edição de capa dura de 221 páginas. Para manter a ideia de que Viv tinha dado a história para Fleming, seu nome foi listado como uma coautora. A arte de capa foi criada pelo artista Richard Chopping. Sua comissão aumentou dos duzentos guinéus (210 libras esterlinas) cobrados em Thunderball para 250 guinéus (262,50 libras). A arte inclui uma faca Fairbairn–Sykes; Fleming pegou emprestado um modelo para que Chopping usasse como referência. O livro foi publicado nos Estados Unidos também em abril pela Viking Books, tendo 211 páginas. A história foi depois publicada na revista Stag nos Estados Unidos sob o nome de Motel Nymph. Foi publicado no Brasil pela primeira vez em 1965 pela Editora Bestseller como Espião e Amante. O livro foi banido em muitos países por causa de seu grande conteúdo sexual, incluindo Rodésia e Niassalândia, África do Sul e Austrália.
A recepção do romance foi tão ruim que Fleming pediu que não houvesse reimpressões ou uma edição em brochura. Nenhuma versão em brochura foi publicada no Reino Unido até a Pan Books lançar uma em maio de 1967, depois da morte do autor. Esta versão vendeu 517 mil cópias até o final do ano, as melhores vendas de primeiro ano de qualquer obra de Fleming exceto Thunderball. Várias outras edições foram lançadas desde então, com o livro tendo sido traduzido para diversos outros idiomas.

### Crítica
The Spy Who Loved Me não foi bem recebido pela crítica e Black afirmou que o romance teve a pior recepção de todos os livros de Bond. O próprio Fleming chegou a comentar depois do lançamento que "o experimento obviamente deu muito errado". O jornal The Sunday Telegraph escreveu "Oh, céus, oh céus, oh céus! E de pensar nos livros que o Sr Fleming um dia escreveu!", enquanto o The Glasgow Herald achou que a carreira literária de Fleming tinha terminado: "Sua capacidade de inventar um enredo lhe deserdou quase completamente e ele precisou substituir uma história ágil pelas tristes desventuras de uma vagabunda da classe alta, contado tristes detalhes". Maurice Richardson do The Observer descreveu a história como "uma nova e lamentável, senão totalmente ilegível, variação", tendo esperanças de que "isto não signifique o eclipse total de Bond em uma explosão de cornografia". Richardson terminou sua resenha repreendendo Fleming, perguntando "por que esse autor astuto não consegue escrever um pouco mais alto em vez de baixo?". O jornal The Times não foi desdenhoso de Bond, descrevendo-o como "mais culto do que pessoa" que é "implacável e elegantemente eficiente tanto no amor quanto na guerra" O jornal desdenhou do experimento do livro, afirmando que "o romance carece da construção cuidadosa normal do Sr. Fleming e deve ser considerado como uma decepção". O crítico John Fletcher achou que era "como se Mickey Spillane tivesse tentado entrar à força na Associação dos Romancistas Românticos".
Philip John Stead do The Times Literary Supplement achou que o enredo de The Spy Who Loved Me era "uma versão mórbida daquele de Bela e a Fera". Stead comentou que assim que Bond aparece na história e descobre que Viv está sendo ameaçada por dois criminosos, ele "soluciona [o problema] do seu jeito habitual. Uma grande quantidade de munição é gasta, o fecho do zíper é mantido ocupado e a costumeira consumação sexual é associada à matança". Vernon Scannell da The Listener considerou que o romance era "tão bobo quanto desagradável". Entretanto, aquilo que mais o afligiu foi que era "tão incessantemente e terrivelmente chato".
A revista Time lamentou o fato de que "a Cena de Apostas de Alto Risco, a Cena de Pedido da Comida, a Cena de Tortura, o Bentley cinza navio de guerra e o Blades Club estão inexplicavelmente ausentes em The Spy Who Loved Me". A revista também lamentou que "dentre os choque e decepções que 1962 ainda tem guardados ... está a descoberta que o rosto cruel, bonito e marcado de James Bond não aparece até mais da metade do último livro de Ian Fleming". Anthony Boucher do The New York Times, um crítico que o biógrafo John Pearson descreveu como "um homem ávido completamente anti-Bond e anti-Fleming", escreveu que o "autor atingiu um fundo do poço sem precedentes".
Nem todas as críticas foram negativas. Esther Howard do The Spectator afirmou que "Surpreendentemente, o novo livro de Ian Fleming é romântico e, exceto por algum sexo inicial na Inglaterra (até que bem feito), este apenas tão desagradável quanto necessário para mostrar o quão absolutamente emocionante é para ... a narradora ser resgatada tanto da morte quanto pior", concluindo com "Falando de mim, eu gosto do toque Daphne du Maurier e prefiro deste modo, mas duvido que seus verdadeiros fãs vão preferir".

## Adaptações
Os livros anteriores de Bond tinham sido serializados no jornal Daily Express, mas este recusou a oportunidade de publicar The Spy Who Loved Me porque a história era muito diferente. O romance foi adaptado como uma tira em quadrinhos diária, escrita por Jim Lawrence e ilustrada por Yaroslav Horak. Foi publicada no Daily Express de 18 de dezembro de 1967 a 3 de outubro de 1968 e revendida mundialmente. The Spy Who Loved Me  foi a última das obras de Fleming adaptada como uma tira para o jornal. Foi republicada em 2011 pela Titan Books no segundo volume do The James Bond Omnibus, antologia que também incluía The Man with the Golden Gun e "Octopussy".
Fleming insistiu que nenhum filme deveria incluir elementos do enredo de The Spy Who Loved Me e os direitos para uso do nome foram concedidos apenas sob a condição de que apenas o título fosse usado. O nome The Spy Who Loved Me foi usado em 1977 para o décimo filme da série cinematográfica de James Bond, o terceiro estrelado por Roger Moore. Apesar das condições impostas por Fleming, o personagem Horror com seus dentes de aço foi incluído no longa-metragem, porém renomeado como Jaws.

### Citações
1. ↑  Fleming 1962, Part 1.
2. ↑  Fleming 1962, Part 2.
3. ↑  Benson 1988, p. 130.
4. 1 2  Fleming 1962, Part 3.
5. 1 2   «The Books». Ian Fleming Publications. Consultado em 30 de novembro de 2024. Arquivado do original em 10 de agosto de 2015
6. ↑  Lycett 1996, pp. 383–384.
7. ↑  Faulks 2009, p. 320.
8. 1 2 3  Lycett 1996, p. 381.
9. ↑  Benson 1988, p. 21.
10. 1 2 3  Chancellor 2005, p. 187.
11. ↑  Lycett 1996, p. 385.
12. ↑  Fleming 2015, p. 262.
13. 1 2   Lycett, Andrew (2004). «Fleming, Ian Lancaster (1908–1964)». Oxford Dictionary of National Biography. Oxford University Press. doi:10.1093/ref:odnb/33168
14. ↑  Lycett 1996, p. 384.
15. ↑  Griswold 2006, p. 10.
16. ↑  Chancellor 2005, p. 99.
17. ↑  Chancellor 2005, pp. 112–113.
18. 1 2 3  Chancellor 2005, p. 186.
19. ↑  Lycett 1996, p. 207.
20. ↑  Macintyre 2008, p. 31.
21. ↑  Chancellor 2005, p. 11.
22. ↑  Lycett 1996, p. 17.
23. ↑  Chancellor 2005, p. 113.
24. ↑  Lycett 1996, p. 382.
25. ↑  Benson 1988, pp. 128–129.
26. ↑  Benson 1988, pp. 129–130.
27. ↑  Chancellor 2005, p. 132.
28. 1 2  Bold 2009, p. 213.
29. 1 2  Fleming 1962, p. 188.
30. 1 2 3 4  Black 2005, p. 72.
31. 1 2  Macintyre 2008, p. 148.
32. ↑  Stone 2006, p. vi.
33. ↑  Black 2005, p. 73.
34. ↑  Black 2005, p. 74.
35. 1 2  Parker 2014, p. 267.
36. ↑  Chancellor 2005, p. 115.
37. 1 2  Black 2005, p. 71.
38. ↑  Chancellor 2005, p. 148.
39. ↑   Macintyre, Ben (25 de janeiro de 2008). «Ian Fleming's reflection on the limitations of love». The Times. Londres. p. 13. (pede subscrição (ajuda))
40. ↑  Buckton 2021, p. 271.
41. ↑  Benson 1988, p. 85.
42. ↑  Benson 1988, p. 128.
43. 1 2  Panek 1981, p. 210.
44. ↑  Panek 1981, p. 211.
45. 1 2  Benson 1988, p. 129.
46. 1 2  Benson 1988, p. 231.
47. ↑  Sternberg 1983, pp. 174–175.
48. ↑  Black 2005, pp. 74–75.
49. 1 2   «New Fiction». The Times. Londres. 19 de abril de 1962. p. 15
50. ↑  Lycett 1996, p. 390.
51. ↑  Besly 1997, p. 25.
52. ↑  Lycett 1996, pp. 390–391.
53. ↑   «Books – Authors». The New York Times. Nova Iorque. 29 de março de 1962. p. 30. (pede subscrição (ajuda))
54. 1 2   «Books: Of Human Bondage». Time. Nova Iorque. 13 de abril de 1962. Consultado em 10 de abril de 2025. Arquivado do original em 19 de fevereiro de 2011
55. ↑  Benson 1988, p. 24.
56. ↑   «The Spy Who Loved Me». James Bond Brasil. Consultado em 10 de abril de 2025. Arquivado do original em 15 de agosto de 2022
57. 1 2  Benson 1988, p. 23.
58. ↑   «Rhodesians Ban Fleming Novel». The Daily Telegraph. Londres. 14 de abril de 1962. p. 9
59. ↑   «South Africa Bans 'Spy Who Loved Me'». Omaha World-Herald. Omaha. 7 de agosto de 1965. p. 21
60. ↑   «James Bond Book is Banned in Australia». Coventry Evening Telegraph. Coventry. 19 de agosto de 1965. p. 14
61. ↑  Lycett 1996, p. 402.
62. ↑  Lycett 1996, p. 446.
63. ↑  Bennett & Woollacott 2009, p. 17.
64. ↑   «The Spy Who Loved Me». WorldCat. Consultado em 10 de abril de 2025
65. ↑   Richardson, Maurice (15 de abril de 1962). «Crime Ration». The Observer. Londres. p. 28
66. ↑   Stead, Philip John (20 de abril de 1962). «Bond's New Girl». The Times Literary Supplement. Londres. p. 261
67. ↑   Scannell, Vernon (3 de maio de 1962). «New Novels». The Listener. Londres
68. ↑  Pearson 1967, p. 99.
69. ↑   Howard, Esther (1 de junho de 1962). «The Spy Who Loved Me». The Spectator. Londres. p. 728
70. ↑  Lycett 1996, p. 400.
71. ↑  Fleming, Gammidge & McLusky 1988, p. 6.
72. ↑  McLusky et al. 2011, p. 285.
73. ↑  Barnes & Hearn 2001, p. 121.
74. ↑  Chapman 2007, pp. 51–52.
75. ↑   Sutton, Mike (2014). «Spy Who Loved Me, The (1977)». BFI Screenonline. British Film Institute. Consultado em 11 de abril de 2025